# Ford D-Serie
Die Ford D-Serie war eine Baureihe mittelschwerer Lastkraftwagen die im Jahr 1965 von den britischen Ford-Werken als Nachfolger des Thames Trader vorgestellt wurde. In Ozeanien wurde sie als N-Serie angeboten, ebenso wie in Deutschland ab 1973 als Nachfolger der Ford FK-Serie.
Die Karosserie-Pressteile wurden im Ford Werk Saarlouis hergestellt und im Werk Southampton zusammengeschweißt. Die Endmontage erfolgte im neuen Werk Langley bei Berkshire in Großbritannien. Drei neue Dieselmotoren mit vier und sechs Zylindern wurden für die Modellreihe entwickelt mit 4, 5,4 sowie 6 Litern Hubraum, deren Motorleistungen von etwa 80 bis 130 PS gingen, dazu gab es mit Blick auf außereuropäische Exportmärkte noch zwei Benzinmotoren mit 130 und 150 PS. Wie der stärkste Wettbewerber, der Bedford TK und auch schon eine Reihe von mittleren US-Lkw war die D-Serie als Frontlenker ausgeführt, wogegen der Vorgänger Ford Thames noch über eine kurze Motorhaube verfügte.

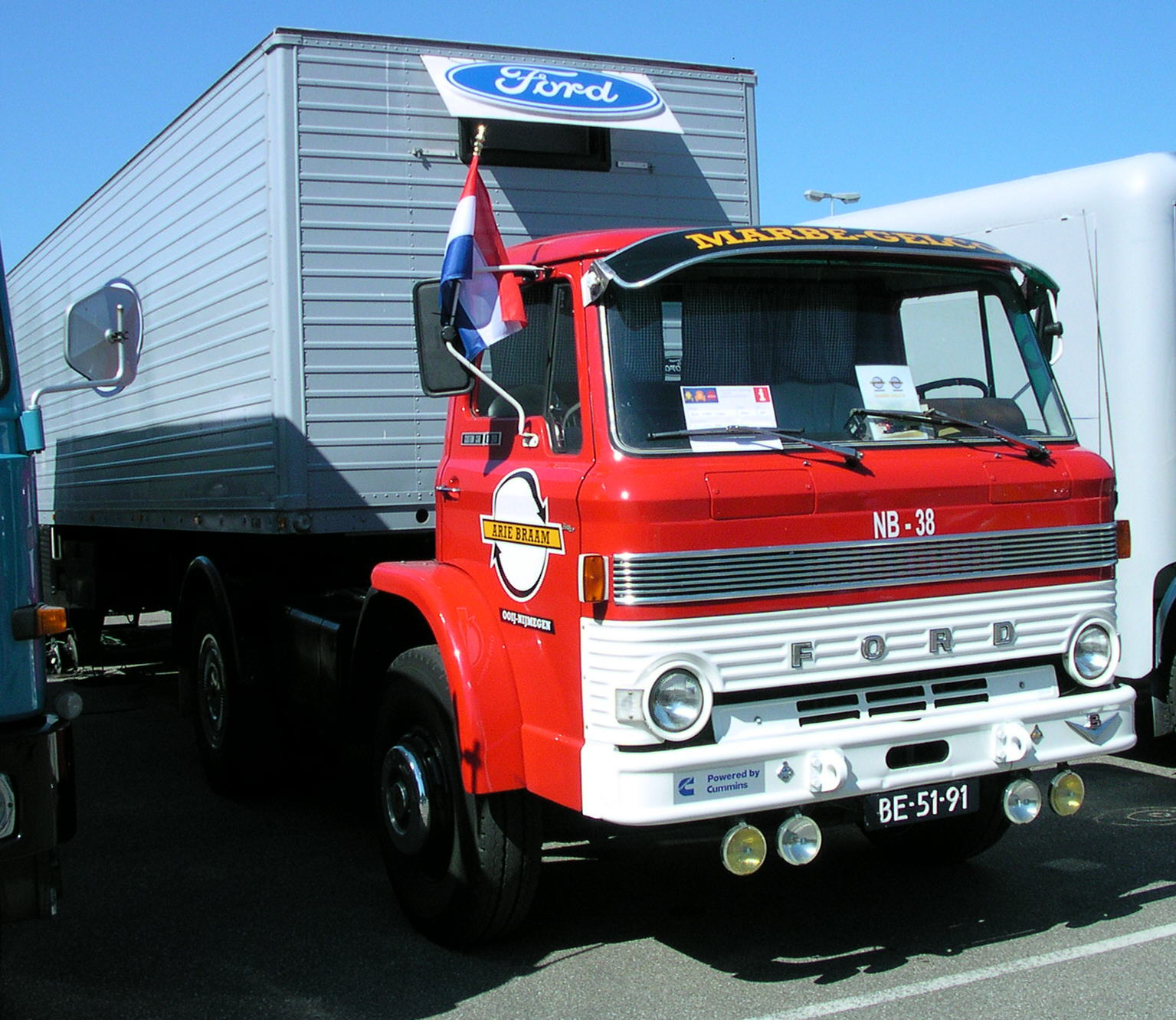
Ford D 1000, schwerstes Modell der N- bzw. D-Serie mit bis zu 28 Tonnen Gesamtgewicht

Das zulässige Gesamtgewicht der Baureihe lag zwischen 7 und 14,5 Tonnen. Weit verbreitet waren unter anderem Baustellenkipper, für die es auch einen Allradantrieb gab. 1967 wurde die Baureihe mit dem Modell D 1000 nach oben ergänzt, welche als Last- bzw. Sattelzug bis zu 28 Tonnen Gesamtgewicht erreichen konnte. Diese wurde von V8-Dieselmotoren des Herstellers Cummins angetrieben, der später durch einen in Lizenz gebauten Perkins-Dieselmotor ersetzt wurde.
Nachdem Ford Deutschland die Fertigung von Lkw oberhalb des Transporters Transit 1961 aufgegeben hatte, kam die D-Serie 1973 aus britischer Produktion als Ford N-Serie auf den deutschen Markt. Später wurde die N-Serie in Amsterdam in den Niederlanden gefertigt. Während die D-Serie in Großbritannien ein großer Erfolg war, blieb die N-Serie auf dem europäischen Festland ein Außenseiter.
Ab 1976 wurde die D-Serie auch vom spanischen Lkw-Hersteller Ebro in Lizenz als Ebro P-Serie produziert. Ein kleines Facelift gab es 1978, bei dem die runden Scheinwerfer durch eckige ersetzt und die Kühlermaske verändert wurde. 1981 wurde die Ford N- bzw. D-Serie in Europa durch den Ford Cargo ersetzt, während es in Ozeanien eine neue Ford N-Serie gab. Hyundai aus Südkorea montierte für Ford die D-Serie für den asiatischen Markt von 1973 bis 1976 und brachte dann aber ein eigenes Modell, den Hyundai HD 1000 auf den Markt.
Inklusive aller Lizenzbauten kam die Modellreihe in ihrer 15-jährigen Produktionszeit auf eine Stückzahl von über 500.000 Exemplaren.